# Nasser Saïdi
Pour les articles homonymes, voir Saïdi.
Nasser Amin Hassan Saïdi, né le 7 octobre 1950, est un homme politique et économiste libanais.

## Biographie
Nasser Saïdi décroche un doctorat en économie de l’Université de Rochester aux États-Unis.
En août 1993, il est nommé premier vice-gouverneur de la Banque du Liban (BDL) et est reconduit à ce poste 5 ans plus tard. Durant son mandat à la BDL, il préside le Marché secondaire de Beyrouth, la Commission pour le développement et la modernisation des lois financières et bancaires ainsi que la Commission pour le développement de la technologie bancaire. Il est également membre du comité d’orientation de l'École supérieure des affaires et du Conseil stratégique de l'université Saint-Joseph.
Il occupe le poste de ministre de l'Économie et du Commerce et ministre de l’Industrie entre 1998 et 2000 au sein du gouvernement de Salim El-Hoss.
Nasser Saïdi est spécialiste en finances internationales, théorie monétaire et macroéconomie. Il fut le conseiller de nombreuses banques privées au Liban et en Europe et enseigna à l’université de Chicago, l’université de Rochester, l’université de Genève et l'université américaine de Beyrouth. Il est aujourd’hui très actif sur les questions de gouvernance d’entreprise et occupe le poste de conseiller spécial du ministre des Finances et de l’Industrie des Émirats arabes unis ainsi que le poste de Chef économiste du Centre international financier de Dubaï d'avril 2006 à juin 2012.